# Toma Ferenc
Toma Ferenc (Nagybánhegyes, 1949. március 22. – 2011. december 14.) magyar birkózó olimpikon. Testvére, Toma Mihály szintén birkózó. A Vasas SC és a BVSC versenyzője volt.
A kötöttfogás 68 kg-os súlycsoportjának meghatározó egyénisége volt, olyan kemény vetélytársak között, mint Steer Antal, a spartacusos Németh István, majd Gaál Károly. Az 1970-es évek elejére ért be igazán, 1974-ben és 75-ben megnyerte a magyar bajnokságot. 1975-ben kilencedik volt a világbajnokságon. 1976-ban a leningrádi Európa-bajnokságon hatodik lett. Ő képviselte a magyar színeket a montreali olimpián (1976) is. A mezőny első harmadában, a 13. helyen végzett.
Csapatbajnok lett a Vasassal 1971 és 77 között hatszor, csak 1973-ban nem sikerült. 1979-ben és 1980-ban a BVSC színeiben is ünnepelhetett csb-győzelmet.